# Solviksloppet
Solviksloppet (tidigare Brommaloppet) är ett terränglopp arrangerat av Bromma IF, som har start och mål på ängen utanför Solviksbadet i Bromma, Stockholm.